# NGC 3047A
NGC 3047A في الفهرس العام الجديد، هي مجرة، تقع في كوكبة السدس. اكتشفت بواسطة شيربورن بورنهام عام 1883.

## روابط خارجية
- NGC 3047A على موقع ويكي سكاي: DSS2, SDSS, GALEX, IRAS, Hydrogen α, X-Ray, Astrophoto, Sky Map, Articles and images